# هنرييت ماري ماير
هنرييت ماري ماير هي فاعلة خير كندية، ولدت في 1872، وتوفيت في 1963.